# Pelekium erosifolium
Pelekium erosifolium là một loài Rêu trong họ Thuidiaceae. Loài này được (S.Y. Zeng) Touw mô tả khoa học đầu tiên năm 2001.